# رانچو پتالوما آدوبی
رانچو پتالوما آدوبی (به انگلیسی: Rancho Petaluma Adobe) یک منطقهٔ مسکونی در ایالات متحده آمریکا است که در کالیفرنیا واقع شده‌است. از سال ۱۸۳۶توسط مارینو گوادالوپ و الیجو با آجر ساخته شده است. این بزرگترین ساختار آدوبی متعلق به بخش خصوصی در کالیفرنیا بود و بزرگترین نمونه معماری مدرن تجاری در ایالات متحده است.